# Cameroon thuộc Đức
Cameroon thuộc Đức (tiếng Đức: Kamerun) là một thuộc địa châu Phi của Đế quốc Đức từ năm 1884 đến năm 1916 tại khu vực Cộng hòa Cameroon ngày nay. Người Đức gốc Đức cũng bao gồm các phần phía bắc của Gabon và Congo với các phần phía tây của Cộng hòa Trung Phi, phần phía tây nam của Chad và phần phía đông của Nigeria.

## Lịch sử

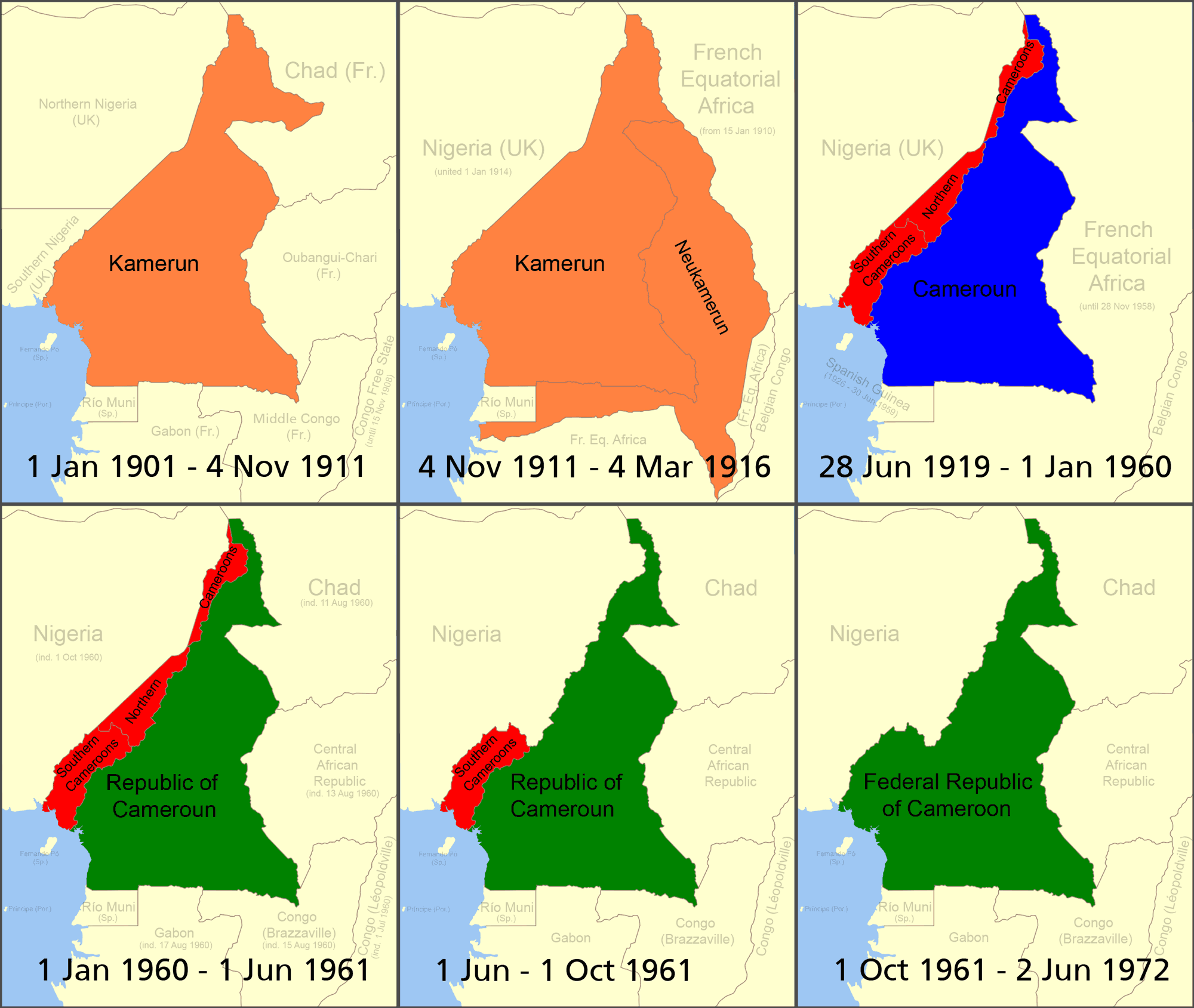
Cameroon 1901-1972
Kamerun thuộc Đức
Cameroon thuộc Anh
Cameroun thuộc Pháp
Cộng hòa Cameroon

### Thế kỉ 19
Trụ sở giao dịch đầu tiên của Đức tại khu vực Duala (ngày nay là Douala) trên đồng bằng sông Kamerun (đồng bằng sông Wouri ngày nay) được thành lập vào năm 1868 bởi công ty thương mại Hamburg C. Woermann [de]. Đại lý của công ty ở Gabon, Johannes Thormählen, đã mở rộng các hoạt động đến đồng bằng sông Kamerun. Năm 1874, cùng với đặc vụ Woermann ở Liberia, Wilhelm Jantzen, hai thương nhân đã thành lập công ty riêng của họ, Jantzen & Thormählen ở đó.
Cả hai ngôi nhà ở Tây Phi này đều mở rộng sang vận chuyển với tàu thuyền và tàu hơi nước của riêng họ và khánh thành dịch vụ vận chuyển hành khách và vận chuyển theo lịch trình giữa Hamburg, Đức và Duala. Các công ty này và các công ty khác đã có được diện tích rộng lớn từ các thủ lĩnh địa phương và bắt đầu các hoạt động trồng rừng có hệ thống, bao gồm cả chuối.
Đến năm 1884, Adolph Woermann, đại diện cho tất cả các công ty Tây Phi là người phát ngôn của họ, đã kiến nghị văn phòng nước ngoài đế quốc để "bảo vệ" bởi Đế quốc Đức. Bismarck, Thủ tướng Hoàng gia, đã tìm cách sử dụng các thương nhân trên trang web để quản lý khu vực thông qua "các công ty điều lệ". Tuy nhiên, để đáp lại đề xuất của Bismarck, các công ty đã rút đơn yêu cầu của họ.
Cốt lõi của lợi ích thương mại là theo đuổi các hoạt động giao dịch có lợi nhuận dưới sự bảo vệ của Reich, nhưng các thực thể này đã quyết tâm tránh xa các cam kết chính trị. Cuối cùng, Bismarck đã nhường vị trí Woermann và ra lệnh cho đô đốc phái một khẩu súng. Như một sự thể hiện sự quan tâm của người Đức, chiếc pháo hạm nhỏ SMS Möwe đã đến Tây Phi.
Đức đặc biệt quan tâm đến tiềm năng nông nghiệp của Cameroon và được các công ty lớn ủy thác khai thác và xuất khẩu. Thủ tướng Bismarck định nghĩa thứ tự ưu tiên như sau: "đầu tiên là thương gia, sau đó là người lính". Chính dưới ảnh hưởng của doanh nhân Adolph Woermann, công ty đã thành lập một nhà giao dịch ở Douala, Bismarck, ban đầu hoài nghi về sự quan tâm của dự án thuộc địa, đã bị thuyết phục. Các công ty thương mại lớn của Đức (Woermann, Jantzen und Thoermalen) và các công ty nhượng quyền (Sudkamerun Gesellschaft, Nord-West Kamerun Gesellschaft) tự thành lập ồ ạt tại thuộc địa. Để các công ty lớn áp đặt trật tự của họ, chính quyền chỉ đơn giản là hỗ trợ họ, bảo vệ họ và loại bỏ các cuộc nổi loạn bản địa.
Đức đang lên kế hoạch xây dựng một đế chế châu Phi vĩ đại, nơi sẽ kết nối Kamerun qua Congo với tài sản Đông Phi. Ngoại trưởng Đức cho biết ngay trước Chiến tranh thế giới thứ nhất rằng Congo thuộc Bỉ là thuộc địa quá lớn của một quốc gia quá nhỏ.

#### Bảo hộ Kamerun
Sự bảo hộ của Kamerun được thành lập trong thời kỳ thường được gọi là "tranh giành châu Phi" của đế quốc châu Âu. Nhà thám hiểm người Đức, bác sĩ y khoa, lãnh sự và ủy viên hoàng gia cho Tây Phi, Gustav Nachtigal, là động lực thúc đẩy thành lập thuộc địa. Đến lúc đó, hơn một chục công ty Đức, có trụ sở tại Hamburg và Bremen, đã tiến hành các hoạt động buôn bán và đồn điền ở Kamerun.

### Thế kỷ 20
Với các khoản trợ cấp của kho bạc đế quốc, thuộc địa đã xây dựng hai tuyến đường sắt từ thành phố cảng Douala để đưa các sản phẩm nông nghiệp ra thị trường: tuyến phía Bắc dài 160 km (99 dặm) đến vùng núi Manenguba và dài 300 km (190 dặm) tuyến chính đến Makak trên sông Nyong. Một hệ thống bưu chính và điện báo rộng khắp và một mạng lưới giao thông đường sông với các tàu chính phủ kết nối bờ biển với nội địa.
Sự bảo hộ Kamerun đã được mở rộng với Neukamerun (tiếng Đức: New Cameroon) vào năm 1911 như là một phần của việc giải quyết Khủng hoảng Agadir, được giải quyết bởi Hiệp ước Fez.

#### Tổn thất của Đức
Khi chiến tranh thế giới thứ nhất bùng nổ, quân đội Pháp, Bỉ và Anh đã xâm chiếm thuộc địa của Đức vào năm 1914 và chiếm đóng hoàn toàn trong chiến dịch Kamerun. Pháo đài cuối cùng của Đức đầu hàng là pháo đài ở Mora ở phía bắc thuộc địa năm 1916.
Sau thất bại của Đức, Hiệp ước Versailles đã chia lãnh thổ thành hai lãnh thổ ủy thác của Hội Quốc Liên (Hạng B) dưới sự quản lý của Vương quốc Anh và Pháp. Cameroon thuộc Pháp và một phần của Cameroon thuộc Anh đã thống nhất vào năm 1961 với tên là Cameroon.

##### Thư viện

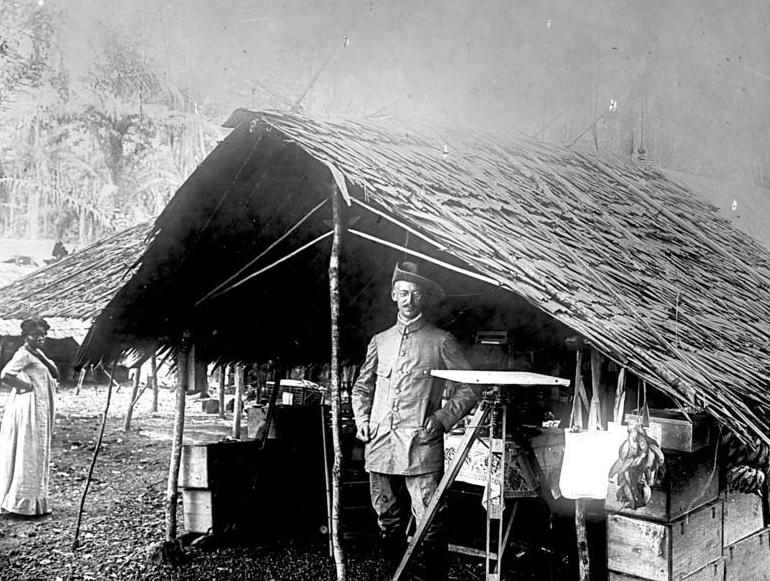
Điều tra viên người Đức ở Kamerun, 1884
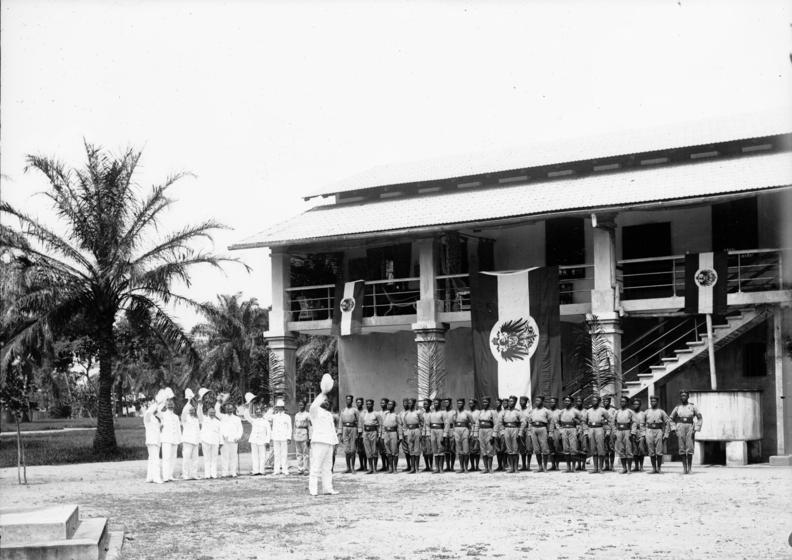
Lực lượng cảnh sát tại Duala vào ngày sinh nhật của Kaiser, 1901
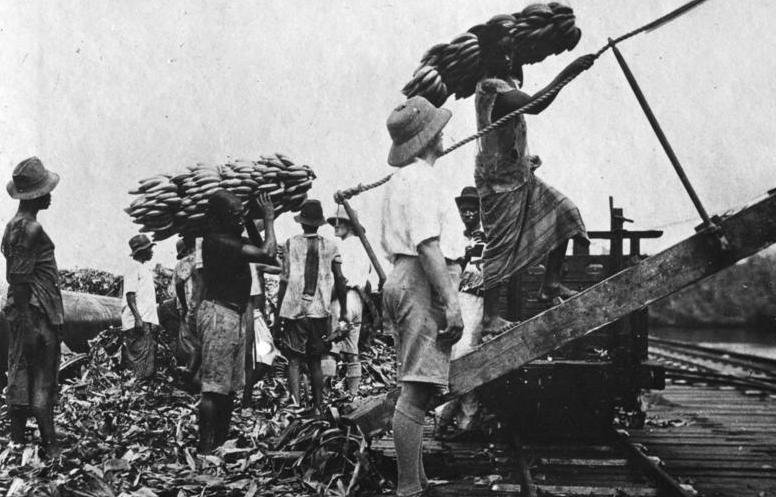
Đang tải chuối để xuất khẩu sang Đức, 1912